# (17115) Justiniano
(17115) Justiniano (1999 JT54) – planetoida z pasa głównego asteroid okrążająca Słońce w ciągu 4,95 lat w średniej odległości 2,9 j.a. Odkryta 10 maja 1999 roku.